# Linapacan Island
Linapacan Island, ist eine philippinische Insel am Ostrand der Sulusee, etwa 24 km vor der Nordostküste der Insel Palawan. Nördlich grenzen die Calamian-Inseln an.

## Geographie
Die unregelmäßig geformte Insel ist hügelig und von einer Vielzahl kleinerer Inseln umgeben, die überwiegend unbewohnt sind. 

## Verwaltung
Linapacan Island gehört mit den umliegenden Inseln zur gleichnamigen Gemeinde Linapacan (Municipality of Linapacan) in der philippinischen Provinz Palawan.